# Henry Morse
Pour les articles homonymes, voir Morse.
Henry Morse, (connu aussi sous son nom de clandestinité : Henry Claxton), né en 1595 à Brome (en) (Suffolk), en Angleterre, et mort (exécuté) le 1er février 1645 à Tyburn (Londres), était un prêtre jésuite anglais, missionnaire dans son pays natal et aumônier militaire. 
Martyr de la foi catholique, il est canonisé en 1970 par Paul VI. 
Liturgiquement, il est commémoré le 25 octobre avec le groupe des Martyrs d'Angleterre et du pays de Galles.

## Biographie

### Conversion et formation
Après des études au Corpus Christi College de Cambridge, Henry Morse est reçu dans l’Église catholique le 5 juin 1614, alors qu’il étudie au collège anglais de Douai, dans les Pays-Bas méridionaux. À son retour en Angleterre il passe quatre ans en prison en raison de sa fidélité à la foi catholique. Lorsqu’il recouvre la liberté il se rend au collège anglais de Rome pour y poursuivre des études conduisant au sacerdoce. Il y est ordonné prêtre en 1624.
L’année suivante, en 1625, il retourne dans son pays natal et y entre dans la Compagnie de Jésus.  Il exerce clandestinement son ministère sacerdotal sous le nom de Henry Claxton dans la région nord-est du pays, mais est bientôt arrêté à Newcastle en 1626.  C’est dans la prison du château d'York que le novice jésuite fait les Exercices spirituels, sous la direction d’un confrère jésuite, le père John Robinson, compagnon de cellule. Toujours en prison, il prononce ses premiers vœux de religion en 1627. Après trois ans d’incarcération il est expulsé du pays.

### Ministère pastoral clandestin
Morse se retrouve sur le continent en 1630 où il exerce son ministère sacerdotal au service des soldats irlandais et anglais dans les Pays-Bas méridionaux. Il fut pour quelque temps administrateur du noviciat des jésuites anglais à Watten et de la maison de Liège.
Rentrant dans son pays natal à la fin de l’année 1633 il œuvre à Londres et dans les environs. Il reçoit dans l’Église catholique, en 1636, quatre-vingt-dix familles protestantes souhaitant revenir à la foi catholique. N’hésitant pas à visiter le quartier insalubre de Saint-Gilles, à Londres au service des pestiférés (protestants comme catholiques) il y organise l’aide aux malades et accompagne les mourants. Il y contracte la peste mais en survit.

### Arrestation, condamnation et libération
Une nouvelle fois arrêté (le 27 février 1637), toujours parce qu'indéfectiblement prêtre catholique et « ayant soustrait des fidèles de sa Majesté à leur foi et allégeance », il est condamné à mort le 21 avril. Deux jours plus tard, en prison, il fait sa profession religieuse définitive comme jésuite, entre les mains du père Edward Lusher. Cependant l’intervention de la reine catholique Henriette-Marie (et le versement d’une forte caution) obtient sa libération le 20 juin 1637.
Pour éviter des ennuis à  ceux qui se sont portés garants pour lui il part de nouveau en exil (1640), lorsqu’un nouvel édit royal ordonne à tous les prêtres catholiques de quitter le pays avant le 7 avril 1641. Il devient alors aumônier du régiment anglais de Henry Gage, luttant - au service de l’Espagne - contre les Hollandais.

### Seconde arrestation et exécution
Cependant il est de retour en Angleterre en 1641. Arrêté à nouveau en 1643 à Cumberland et emprisonné à Durham puis Newcastle avant d’être envoyé par mer à Londres. Il y est condamné, sans nouveau procès, sur base de l’ancienne « culpabilité » (conviction de 1637) d’être prêtre catholique.
Sur l’échafaud il assure que l’« Angleterre, divisée par la guerre civile, ne sera en paix que le jour où ses sujets seront unis à l’évêque de Rome, dans la foi catholique ». Il est exécuté à Tyburn, et meurt écartelé le 1er février 1645.

## Vénération et souvenir
Henry Morse est béatifié par le pape Pie XI le 15 décembre 1929 et canonisé par Paul VI le 25 octobre 1970. Associé au groupe des quarante martyrs d’Angleterre et du pays de Galles, il est liturgiquement commémoré le 25 octobre. Individuellement, c'est le jour de sa mort, soit le 1er février.